# Fotogrammi d'argento 1997
La 47ª edizione dei Fotogrammi d'argento, assegnati dalla rivista spagnola di cinema Fotogramas, si è svolta il 17 marzo 1997.

## Premi e candidature

### Miglior film spagnolo
- Le cose che non ti ho mai detto (Cosas que nunca te dije), regia di Isabel Coixet

### Miglior film straniero
- Segreti e bugie (Secrets & Lies), regia di Mike Leigh  ·   Regno Unito
- Le onde del destino (Breaking the Waves), regia di Lars von Trier  ·   Danimarca /  Svezia /  Francia /  Paesi Bassi /   Norvegia /  Islanda /  Spagna

### Fotogrammi d'onore
- Conrado San Martín

### Miglior attrice cinematografica
- Emma Suárez - Il cane dell'ortolano (El perro del hortelano), Tierra e Tu nombre envenena mis sueños
- Terele Pávez - La Celestina
- Concha Velasco - Más allá del jardín

### Miglior attore cinematografico
- Carmelo Gómez - Il cane dell'ortolano (El perro del hortelano), Tierra e Tu nombre envenena mis sueños
- Javier Bardem - Éxtasis
- Gustavo Salmeron - Más amor que frenesi

### Miglior attrice televisiva
- Ana Duato - Medico de familia
- Carmen Elias - Turno de oficio
- Emma Vilarasau - Nissaga de poder

### Miglior attore televisivo
- Emilio Aragon - Medico de familia
- Jordi Dauder - Nissaga de poder
- Juan Luis Galiardo - Turno de oficio

### Miglior attrice teatrale
- Aitana Sánchez-Gijón - La gatta sul tetto che scotta
- Amparo Baró - Ruta Broadway
- Ana Maorza - Un marito ideale

### Miglior attore teatrale
- Tricicle - Entretres
- Toni Cantó - La gatta sul tetto che scotta
- Josep Maria Pou - Angels in America - Fantasia gay su temi nazionali